# بيير جوزيف برودون
بيير جوزيف برودون (بالفرنسية: Pierre-Joseph Proudhon، ولد 15 كانون الأول 1809 - 19 كانون الأول 1865)؛ سياسي فرنسي وفيلسوف تبادلي واشتراكي ومؤسسًا لفلسفة التشاركية. كان أول شخص يطلق على نفسه صفة «لاسلطوي». يعتبر على نطاق واسع أحد أكثر منظري اللاسلطوية تأثيراً. حتى أن برودون يعتبر أب اللاسلطوية. صار عضوًا بالبرلمان الفرنسي بعد أحداث 1848. حينئذٍ بدأ يطلق على نفسه صفة «اتحادي».
انتخب برودون في المجلس الوطني التأسيسي الفرنسي بعد الانتخابات التشريعية الفرنسية 1848، وكان من بين 30 نائبًا الذين صوتوا بالرفض على دستور فرنسا 1848، وبرر ذلك قائلا: «صوَّتُ ضد الدستور، لأنه دستور».
وُلد برودون في بيزانسون. كان طابعاً تعلم اللاتينية لكي يطبع نسخاً أفضل من الكتب اللاتينية. قوله الأكثر شهرة هو أن "الملكية سرقة"، كُتبت في عمله الأول الأساسي ما هي الملكية؟ أو التحقيق في مبدأ الحق والحكومة الذي نُشر عام 1840. نشر الكتاب جذب اهتمام السلطات الفرنسية وجذب أيضاً تدقيق كارل ماركس الذي بدأ المراسلة مع مؤلفه. أثّر الاثنان في بعضهما البعض. التقيا عندما كان ماركس منفياً هناك. انتهت صداقتهما عندما ردّ ماركس على كتاب برودون الذي يدعى (تناقضات النظام الاقتصادي) أو (فلسفة الفقر) مع العنوان الاستفزازي فقر الفلسفة. أصبح النزاع واحدًا من مصادر الانقسام لجناحين اللاسلطوي والماركسي لمنظمة الرجال العاملين الدولية. البعض كإدموند ويلسون اعتبروا أن هجوم ماركس على برودون له أصل في دفاع الأخير لكارل غرون الذي لم يحبه ماركس بمرارة ولكن كان يجهز ترجمات لأعمال برودون.

حبذ برودون الجمعيات العمالية أو التعاونات العمالية بالإضافة إلى الملكية الفردية لعامل أو للفلاح على الملكية الخاصة أو تأميم الأرض وأماكن العمل. اعتبر أن الثورة الاشتراكية يمكن أن تحقق بطريقة سلمية. في كتاب (اعترافات الثوري برودون) أكد أن اللاسلطوية هي «نظام بدون قوة»، الجملة التي ألهمت الكثير بعد ذلك، في وجهة نظر البعض، رمز اللاسلطوية المتمثل في دائرة يتوسطها حرف (A) الإنجليزي، في يومنا المعاصر «يعد واحدا من أكثر الجرافيتي الموجودة على حوائط المدن.» حاول بلا نجاح أن يؤسس مصرفاً قومياً ويمول بواسطة ما أصبح محاولة فاشلة لجمع الضرائب على الرأسماليين ومالكي الأسهم. مماثلاً في بعض جوانبها الاتحاد الائتماني، الذي من الممكن أن يعطي قروضا بلا فوائد.

## سيرة حياته

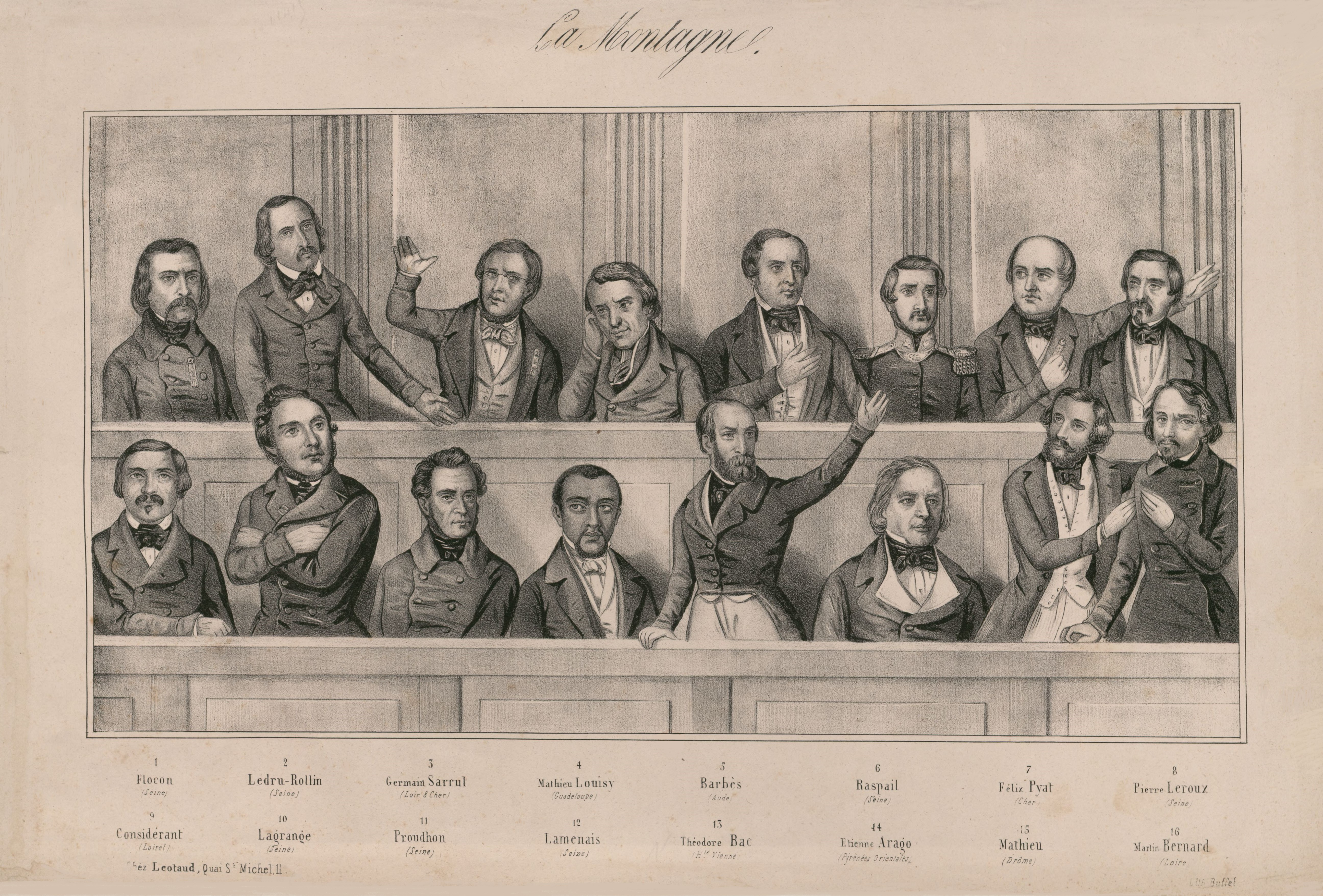
16 نائبًا من ممثلي الجبل (المونتانير) على مقاعدهم في الجمعية التأسيسية، 1848.

### دخوله إلى مهنة الطباعة
في عام 1827، بدأ برودون تدريبًا مهنيًا في مطبعة في دار بيلفو في باتانت. في عيد الفصح من العام التالي، انتقل إلى مطبعة في بيزانسون تملكها عائلة أحد زملائه في المدرسة، أنطوان غوتييه. كانت بيزانسون مركزًا مهمًا للفكر الديني في ذلك الوقت، وكانت معظم الأعمال المنشورة في مطبعة غوتييه هي دراسات كنسية. خلال عمله، قضى برودون كل يوم ساعات في قراءة ذلك الأدب المسيحي، وبدأ بالتشكيك في الكثير من معتقداته الدينية التي آمن بها لفترة طويلة، وقاده ذلك في النهاية إلى رفض المسيحية برمتها.
على مر السنوات، ارتقى برودون ليصبح مصححًا في المطبعة ومدققًا لمنشوراتها. بحلول عام 1829، بدأ يهتم بالقضايا الاجتماعية أكثر من النظرية الدينية. من الأحداث الهامة في تلك الفترة لقاؤه مع تشارلز فورييه، الذي جاء إلى غوتييه في عام 1829 زبونًا يريد نشر عمله العالم الجديد الصناعي والإجتماعي. أشرف برودون على طباعة الكتاب، ما أتاح له فرصة كبيرة للتحدث مع فورييه حول مجموعة متنوعة من القضايا الإجتماعية والفلسفية. تركت هذه النقاشات انطباعًا قويًا لدى برودون، وأثرت فيه طوال حياته. أنشأ برودون خلال هذه الفترة أيضًا واحدة من أقرب صداقاته مع غوستاف فالو، وهو باحث من مونبيليار، وينحدر من عائلة من الصناعيين الفرنسيين الأثرياء. بعد أن أُعجب بتصحيحات برودون لإحدى مخطوطاته اللاتينية، سعى فالو إلى مصادقته وسرعان ما أصبحا يقضيان أمسياتهما معًا بانتظام، ويناقشان الأدب الفرنسي لكل من ميشيل دو مونتين، وفرانسوا رابيليه، وجان جاك روسو، وفولتير، ودنيس ديدرو، والعديد من المؤلفين الآخرين الذي لم يتعرف عليهم برودون خلال سنواته من القراءات اللاهوتية.

### قراره في متابعة الفلسفة والكتابة
في سبتمبر عام 1830، أصبح برودون مجازًا كمنضّد حروف طباعة محترف. تميزت الفترة التي تلت ذلك بالبطالة والفقر، إذ سافر برودون في أنحاء فرنسا (ولفترة وجيزة أيضًا إلى نوشاتيل، سويسرا)، حيث سعى دون جدوى إلى الحصول على عمل مستقر في الطباعة والتدريس. خلال هذه الفترة، عرض فالو على برودون مساعدة مالية إذا جاء إلى باريس لدراسة الفلسفة. قبل برودون عرضه رغم مخاوفه من أن يعرقل ذلك مهنته في الطباعة. مشى من بيزانسون إلى باريس، ووصل في شهر مارس إلى شارع مازارين في الحي اللاتيني، حيث كان يعيش فالو في ذلك الوقت. بدأ برودون بالإختلاط بدائرة العلماء الحضريين الذين كانوا يحيطون بفالو، لكنه لم يشعر بالإنتماء أو الراحة بين الأشخاص الذين كانوا أغنى منه وأكثر اعتيادًا على المناظرات البحثية. في النهاية، وجد برودون أنه يفضل قضاء معظم وقته في الدراسة بمفرده، ولم يكن مولعًا بالحياة الحضرية، بل كان يتوق إلى العودة إلى دياره في بيزانسون. تحققت رغبته تلك عند تفشي الكوليرا في باريس، إذ أُصيب فالو بالمرض، ما جعله غير قادر على الإستمرار في دعم برودون ماليًا. بعد أن غادر برودون، لم ير فالو مجددًا (الذي مات عام 1836). مع ذلك، كانت هذه الصداقة واحدة من أهم الأحداث في حياة برودون، فهي التي دفعته إلى ترك مهنة الطباعة ومتابعة دراساته في الفلسفة بدلًا من منها.
بعد مشروع فاشل في أعمال الطباعة عام 1838، قرر برودون تكريس نفسه بشكل كامل للأبحاث العلمية. تقدم بطلب للحصول على منحة سيوارد، وهي منحة مالية للدراسة في أكاديمية بيزانسون. اختير برودون من بين العديد من المرشحين، ويعود ذلك بشكل رئيسي إلى أن دخله المالي كان أقل بكثير من الآخرين، وكان الحكّام معجبين جدًا بكتاباته وبالمستوى التعليمي الذي حققه بنفسه في أثناء عمله حرفيًا. وصل برودون إلى باريس مع نهاية خريف عام 1838.

## روابط خارجية
- بيير جوزيف برودون على موقع الموسوعة البريطانية (الإنجليزية)